# David Guetta
Pierre David Guetta (Paris, 7 de novembro de 1967) é um DJ e produtor musical francês. Ele já vendeu mais de 10 milhões de álbuns e 65 milhões de singles em todo o mundo, acumulando mais de 30 bilhões de streams no Spotify. Guetta foi eleito o DJ número um na pesquisa DJ Mag Top 100 DJs em 2011 e novamente de 2020 a 2023. Em 2013, a Billboard classificou sua música "When Love Takes Over" (com participação de Kelly Rowland) como a maior colaboração dance-pop de todos os tempos.
Seu álbum de estreia, Just a Little More Love, foi lançado em 2002. Posteriormente, lançou Guetta Blaster (2004) e Pop Life (2007). Guetta alcançou sucesso global com seu quarto álbum, One Love (2009), que incluiu os hits "When Love Takes Over", "Gettin' Over You" (com Chris Willis, Fergie e LMFAO), "Sexy Bitch" (com Akon) e "Memories" (com Kid Cudi); os três primeiros chegaram ao primeiro lugar no Reino Unido. Seu álbum seguinte, Nothing but the Beat (2011), também foi um grande sucesso, com singles como "Where Them Girls At" (com Flo Rida e Nicki Minaj), "Little Bad Girl" (com Taio Cruz e Ludacris), "Without You" (com Usher), "Titanium" (com Sia), "Turn Me On" (com Nicki Minaj) e "Sunshine" (com Avicii) que foi indicada ao Grammy de Melhor Gravação Dance de 2012. Em 2018, ele lançou seu sétimo álbum, 7, que incluiu doze faixas sob o pseudônimo Jack Back.
Em 2019, Guetta anunciou a criação do subgênero de EDM chamado "future rave" em parceria com o produtor Morten Breum. Juntos, lançaram o EP New Rave em julho de 2020. Em 2022, ele lançou o single "I'm Good (Blue)" (com Bebe Rexha), que se tornou a segunda música com mais tempo no topo da parada de Dance/Electronic nos EUA.
Entre seus prêmios estão dois Grammy Awards, um American Music Award e um Billboard Music Award. Em junho de 2021, Guetta vendeu seu catálogo musical por um valor estimado entre US$ 100 milhões e US$ 150 milhões, segundo o site Music Business Worldwide.

## Carreira

### 1982-2000 Início da carreira
Aos 15 anos Guetta iniciou a criar mix´s na Broad Club em Paris. Ele primeiro mixou sons populares e descobriu casas de músicas quando ouviu Farley Master Funk, tocada na Rádio Francesa em 1987. No próximo ano ele começou a hospedar nas suas baladas. Em 1990 lançou "Nation Rap", uma colaboração hip-hop com o rap francês Sidney Duteil.
No meio de 1990 Guetta tocou em clubes como Le Centrale, The Rex, Le Boy e Folies Pigalle. Em 1994 lançou a sua segunda música, uma colaboração com o vocalista Robert Owens, com o nome de "Up & Away", foi o menor hit de clube. Em 1994, David Guetta tornou-se o gerente do clube noturno Le Palace e continuou a organizar festas em outros clubes, tal como as "festas de grito" em Les Bains Douches.

### Álbum de estreia e sucesso
Em 2001, David Guetta e Joachim Garraud fundaram a Gum Productions e no mesmo ano Guetta produziu o primeiro hit single "Just a Little More Love", com cantor americano Chris Willis e produzido por Garraud. O álbum de estreia de Guetta Just a Little More Love foi lançado em 2002 pela Virgin Records e vendeu mais de 250.000 cópias. O single, "Love Don't Let Me Go", foi lançado em seguida também em 2002. Outros singles do álbum incluem "People Come, People Go", com Chris Willis e "Give Me Something", com Barbara Tucker.
O segundo álbum de Guetta, Guetta Blaster, foi lançado em 2004 e continha o Dance número 1 nos E.U.A. "The World is Mine" com DJ Davis. Em 2006, foi lançado "Love Don't Let Me Go (Walking Away), um mash-up que contém a canção "Love Don' Let Me Go", lançada originalmente em 2002 por Guetta, e um remix feito pelo DJ Tocadisco de "Walking Away" da banda The Egg. O single, chegou ao 3º lugar no Reino Unido.

### 2007-2008:Pop Life

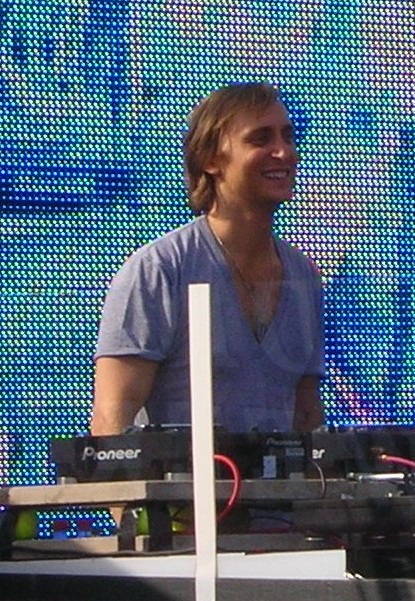
Guetta apresentando em Maio de 2007

Em 2007, o terceiro álbum de Guetta, Pop Life, foi lançado. O álbum foi bem-sucedido no Reino Unido e Irlanda, assim em toda a Europa. O single "Love is Gone" alcançou o número 1 no "American Dance Chart" e nas paradas da Billboard Hot 100.
Ele tocou em muitos países ao redor do mundo para promover seu álbum. Em janeiro de 2008 tocou em Maurício , acompanhado pelo rapper francês JoeyStarr do grupo de rap francês NTM. Ele se apresentou com Tiësto, Carl Cox, Joachim Garraud e Martin Solveig na frente de 40 000 espectadores.

### 2009-2010:One Love
David Guetta lança seu quarto álbum de estúdio, One Love, que foi lançado oficialmente para a loja iTunes em 21 de agosto de 2009, e foi lançado em CD em 24 de agosto de 2009 na Europa e em 25 de agosto nos Estados Unidos.
Seu primeiro single "When Love Takes Over", que contou com Kelly Rowland, alcançou a posição # 1 no UK Singles Chart e liderou muitos outros países em todo o mundo. Seu segundo single do álbum, "Sexy Bitch", com Akon, tornou-se seu segundo # 1 no Reino Unido. "One Love", com Estelle, "Memories", com Kid Cudi e "Gettin' Over You", com Chris Willis, Fergie e LMFAO seguido. A partir de maio de 2011, o álbum vendeu três milhões de cópias em todo o mundo. A canção "When Love Takes Over" com Kelly Rowland recebeu duas indicações, Melhor Gravação Dance e Melhor Gravação Remixed, Non-Classical, e venceu o último. Depois de conflitos sobre se ou não um álbum reedição deverá ir em frente, One More Love foi lançado em 29 de novembro de 2010. O primeiro single, intitulado "Who's That Chick?" com Rihanna foi lançado algumas semanas antes.
Em 16 de junho de 2009, David Guetta produziu a música "I Gotta Feeling" do The Black Eyed Peas, como seu segundo single de seu quinto álbum de estúdio, The E.N.D.. Tornou-se um hit mundial no topo das paradas em dezessete países. Tornou-se a música mais baixada de todos os tempos nos Estados Unidos com quase 7,5 milhões de downloads e no Reino Unido vendendo mais de 1 milhão de cópias. Ele foi indicado duas vezes para seu trabalho com The Black Eyed Peas em os Prêmios Grammy 52; no registro categoria do Ano para "I Gotta Feeling" e Álbum do Ano para o seu álbum The END. Em 2010, David Guetta coescreveu e produziu a canção Commander de Kelly Rowland de seu terceiro álbum Here I Am. Chegou a ser número um na Billboard Hot Dance Club Songs Chart nos Estados Unidos, e chegou a dez posições na Bélgica e no Reino Unido. Guetta também coproduziu "Forever and a Day", que era do Reino Unido ao lado de Kelly único desse álbum. Em 28 de Junho 2010 o rapper americano Flo-Rida lançou o single "Club Can't Handle Me", com David Guetta. A canção está incluída no álbum da trilha sonora do filme 3D Step Up 3D.

### 2011-2014:Nothing but the Beat
Seu quinto álbum de estúdio foi lançado em 30 de agosto de 2011. Lançado como um álbum duplo, um disco eletrônico e outro com vocais. O DJ francês inspirou-se em bandas de rock como Kings of Leon e Coldplay para adicionar influências de rock para suas produções de dança. "Where Them Girls At com Flo Rida e Nicki Minaj foi lançado mundialmente sendo primeiro single do álbum no dia 02 de maio de 2011.  O álbum também apresenta o hit single "Sweat" com Snoop Dogg. Guetta também lançou três singles promocionais para Nothing But the Beat, "Titanium" com Sia, "Lunar" com Afrojack e "Night of Your Life" com Jennifer Hudson.
"Little Bad Girl" com Ludacris e Taio Cruz foi lançado como segundo single em 28 de julho de 2011. O terceiro single "Without You" com Usher foi lançado em 27 de setembro de 2011. No fim de 2011 lançou "Turn Me On", novamente com Nicki Minaj, além de lançar como single oficial "Titanium", devido ao sucesso como single promocional. No início de 2012, lançou como sexto single "I Can Only Imagine", parceria com Chris Brown e Lil Wayne,e com samples de "Save the World" (Swedish House Mafia) e "Titanium", a canção "Laserlight", para a cantora Jessie J.

### 2014-presente:Listen
Guetta lança em novembro de 2014 o novo álbum, Listen, que vem com a música Dangerous com Sam Martin. Ele contará com colaborações com artistas do R&B, hip hop, rock e pop alternativos, como Sam Martin, Emeli Sandé, The Script, Nicki Minaj, John Legend, Nico & Vinz, Ryan Tedder, o vocalista da banda de pop rock OneRepublic, Sia, Magic!, Bebe Rexha, o grupo coral masculino sul-africano Ladysmith Black Mambazo, Ms. Dynamite, Elliphant, Birdy, Jaymes Young, Sonny Wilson, Vassy e Skylar Grey. Ele também possui produção adicional de seus colaboradores Giorgio Tuinfort, Avicii, Afrojack, Nicky Romero, Showtek e Stadiumx entre outros, com créditos de composições adicionais de Natalia Kills, Alicia Keys e The-Dream, entre outros.

## Vida pessoal

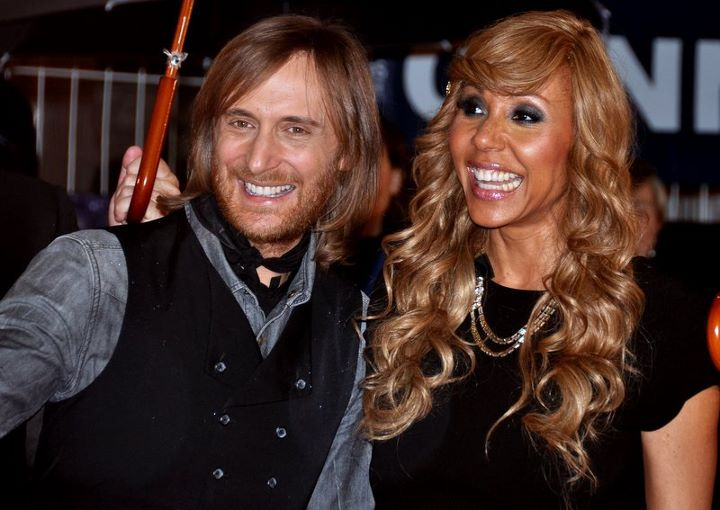
Guetta e sua esposa Cathy em janeiro de 2012 no NRJ Music Awards.

Seu pai era restaurador de ascendência judaica, e sua mãe é de ascendência belga. David Guetta era casado com Cathy Guetta que se separam em 2014 (1992-2014). O casal tem dois filhos, Tim Elvis (nascido em 2004) e Angie (nascida em 2007). Ele é também o meio-irmão do jornalista Bernard Guetta.

## Afiliações de David Guetta
Estas são algumas das parcerias do francês nas suas produções e nos seus remixes tocados ao vivo de boates:
- Chris Willis
- Tocadisco
- Steve Angello
- Sebastian Ingrosso
- Kelly Rowland
- Akon
- Estelle
- Kid Cudi
- Fergie
- LMFAO
- Rihanna
- Martin Garrix
- Justin Bieber
- Flo Rida
- Nicki Minaj
- Taio Cruz
- Ludacris
- Usher
- Sia
- Chris Brown
- Skylar Grey
- Emeli Sandé
- Lil Wayne
- Ne-Yo
- John Legend
- Showtek
- Bebe Rexha
- Afrojack
- Zara Larsson
- Anne-Marie
- Snoop Dogg
- Jessie J
- Jennifer Hudson
- will.i.am

## Discografia

### Álbuns de estúdio
- Just a Little More Love (2002)
- Guetta Blaster (2004)
- Pop Life (2007)
- One Love (2009)
- Nothing But the Beat (2011)
- Listen (2014)
- 7 (2018)

## Prêmios e Nomeações

### Grammy Awards[30]
| Ano  | Indicação                                                             | Categoria                       | Resultado |
| ---- | --------------------------------------------------------------------- | ------------------------------- | --------- |
| 2010 | "I Gotta Feeling" (por The Black Eyed Peas)                           | Gravação do Ano                 | Indicado  |
| 2010 | One Love                                                              | Álbum Dance / Eletrônica        | Indicado  |
| 2010 | "When Love Takes Over"(part. Kelly Rowland)                           | Gravação Dance                  | Indicado  |
| 2010 | "When Love Takes Over (Electro Extended Remix)" (part. Kelly Rowland) | Gravação Remixada, Não Clássica | Venceu    |
| 2011 | "Revolver (One Love Club Remix)" (com Afrojack)                       | Gravação Remixada, Não Clássica | Venceu    |
| 2012 | "Sunshine" (part. Avicii)                                             | Gravação Dance                  | Indicado  |
| 2012 | Nothing But the Beat                                                  | Álbum Dance / Eletrônica        | Indicado  |

## Curiosidades
- Em 2005, depois de dominar os rankings musicais de toda a Europa com o lançamento "The World Is Mine", David foi convidado a participar de um comercial para um gel de cabelo da marca L'Oréal, para que o grande público que não era muito assíduo a música eletrônica o conhecesse.[34]
- Em 2010, além de participar da turnê internacional "One Love Tour", que teve, no mês de Novembro, uma maratona de shows no Brasil nas cidades: Curitiba - Paraná, Rio de Janeiro, São Paulo, Brasília - Distrito Federal, Belo Horizonte - Minas Gerais e Camboriú - Santa Catarina; lançou no iTunes um aplicativo para iPhone, iPad e iPod touch que simula suas produções musicais, chamado "Electro Beats by David Guetta".[35]
- Algumas músicas de David Guetta, como "Love Don't Let Me Go", "Sexy Bitch", "Memories" e "When Love Takes Over" estão incluídas nos videogames DJ Hero e DJ Hero 2, Just Dance,lançados pela Activision, FreeStyle Games e Ubsoft para Wii, xBox 360, PlayStation 2 e PlayStation 3.[36]
- Em 2011, a Paritzan Films e a Deviant Ventures Pictures, com o patrocínio da Burn (energético), produziram "David Guetta- Nothing but the beat: The movie", um documentário que fala sobre a trajetória do DJ, desde quando era completamente desconhecido até virar uma superestrela global, com a participação dele e de alguns cantores e rappers com quem ele trabalhou, como Usher, will.i.am e Snoop Dogg. O filme foi pré-lançado em 17 de setembro, na França, e, nos meses seguintes, nos cinemas e na TV em 22 países. Em 4 de abril de 2012, o filme estreou em seu canal oficial no YouTube.[37]
- Em 12 de outubro de 2011, David Guetta foi vítima de um falso boato que afirma que ele teria morrido em um acidente automobilístico. Como resposta, ele negou o boato e postou no seu Twitter um link com um videoclipe da música Stayin' Alive dos Bee Gees.[38]